# ریچارد آهرن

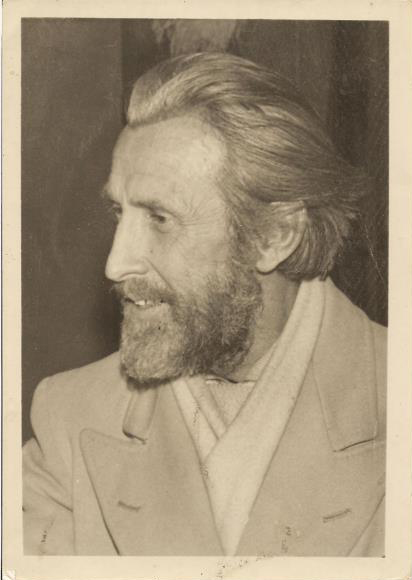
ریچارد آهرن

ریچارد آهرن (به انگلیسی: Richard Aherne) (زاده ۱۹ مارس ۱۹۱۱ - درگذشته ۸ ژوئن ۲۰۰۲) بازیگر ایرلندی بود. او گاهی با نام ریچارد نوجنت شناخته می‌شود.
او فرزند ویلیام آهرن و مری بروفی آهرن بود و در دوبلین، ایرلند متولد شد. ریچارد آهرن در سن ۹۱ سالگی در لس‌آنجلس، کالیفرنیا، ایالات متحده درگذشت.

## گزیده‌ای از فیلم‌شناسی
- بنفش پنجم (۱۹۴۳) – اپراتور رادیو بریتانیا در آفریقا
- صحرا (۱۹۴۳) – کاپیتان جیسون هالیدی
- داستان دکتر واسل (۱۹۴۴) – فرمانده کاروان بریتانیایی
- مروارید مرگ (۱۹۴۴) – بیتس
- مسابقه برتر (۱۹۴۴) – گروهبان اوفارل
- از اسارت انسانی (۱۹۴۶) – امیل میلر
- دست‌های من گِلی هستند (۱۹۴۸) – شان ریگان
- کریستوفر کلمب (۱۹۴۹) – ویسنته یانز پینزون
- روز دی، ششم ژوئن (۱۹۵۶) – گرینجر، خبرنگار آسوشیتد پرس
- پاردنرز (۱۹۵۶) - شوفر
- دور دنیا در هشتاد روز (۱۹۵۶) - نقش فرعی
- داستان باستر کیتون (۱۹۵۷) – فرانکلین
- آرزوی مرگ ۴: سرکوب (۱۹۸۷) – ناتان وایت واقعی (آخرین نقش سینمایی)